# Koválov

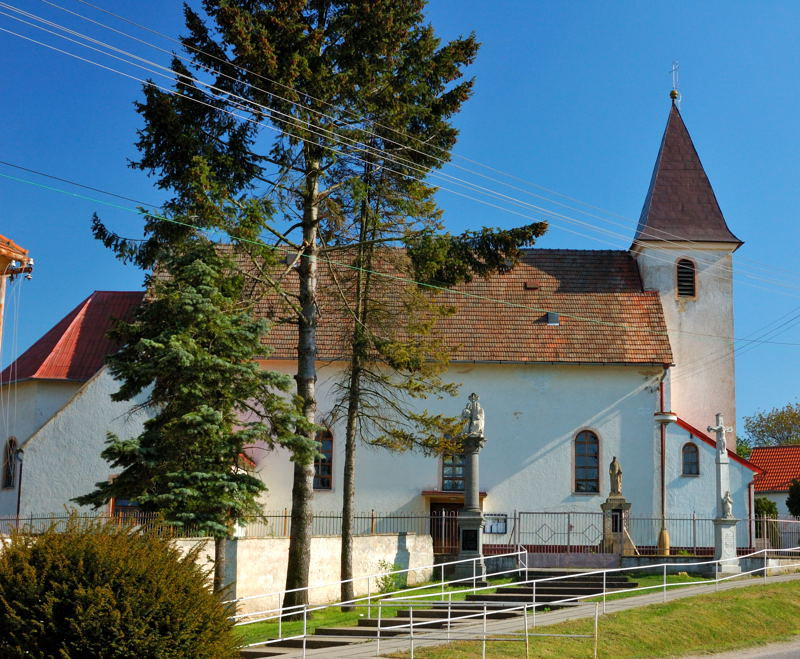
Koválov

Koválov (Hongaars: Nagykovalló) is een Slowaakse gemeente in de regio Trnava, en maakt deel uit van het district Senica.
Koválov telt 732 inwoners.